# ジェリー・マテパラエ
ジェリー・マテパラエ（Sir Jeremiah Mateparae，1954年11月14日 - ）は、ニュージーランドの軍人（階級は中将、学位は文学修士（第1等，ワイカト大学））、20代目ニュージーランド総督（2011年8月31日 - 2016年8月31日）、外交官（第27代駐イギリス高等弁務官（2017年3月 - ）。
敬称は、サー・ジェレミア・マテパラエ。軍人としての敬称は、ジェレミア・マテパラエ中将(英称：Lieutenant-General)。ニュージーランド総督としての敬称は、ニュージーランド総督閣下・サー・ジェレミア・マテパラエ。
階級は軍人として最高位の中将。総督としては大将。

## 来歴
1954年11月14日にファンガヌイに誕生する。マオリ族の家系を持つ。生後母方の叔父に育てられる。マオリ族には伝統的な習慣として「ファンガイ」と呼ばれる養子縁組制度が存在し、生みの親以外の人物（通常は親族）が子を育てる伝統的な慣わしがある。マテパラエもファンガイに従い叔父に育てられる。生みの父と育ての父は共にマオリ族の教会ラタナ教の司祭。マオリ族の部族ンナティ・ツワレトアの出身である。

### 軍人時代

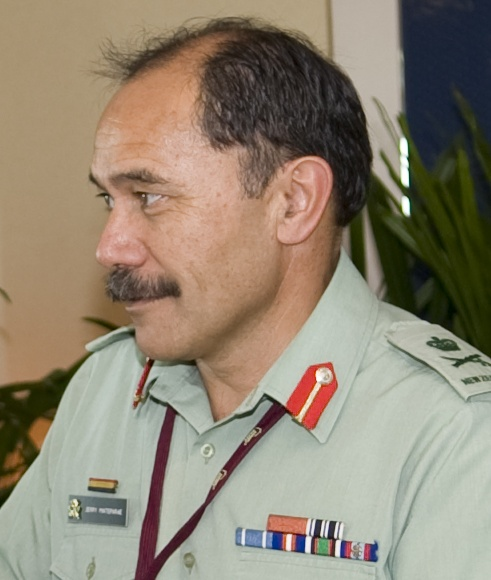
軍人時代（2009年・シンガポールにて）

ファンガヌイ高校卒業後、1972年6月にニュージーランド軍に兵卒として入隊。歩兵として3年間勤務した後、1976年12月にオーストラリアのキャデット士官学校を卒業。士官学校卒業後は陸軍特殊空挺部隊(SAS)と王立ニュージーランド歩兵連隊に所属。1979年にはシンガポール駐留歩兵小隊長を務める。
1985年に少佐に昇進。国防軍第1歩兵部隊長・陸軍戦術校首席教官・陸軍訓練班幕僚・国防軍司令部教育部長を歴任した。
1994年3月から1995年3月まで国際連合休戦監視機構オブザーバー長として南レバノンで平和維持活動に従事。
1996年にワイカト大学で文学修士（MA，国際関係論/戦略学専攻）の学位を取得。2009年にワイカト大学名誉同窓生に選出される。
1998年に大佐に昇進しブーゲンビル島での内戦に連合監視部隊長として派遣され平和維持活動に従事。
ブーゲンビル島での平和維持活動に対しニュージーランド国王よりニュージーランド・メリット勲章(ONZM)を授与される。
1999年12月に准将に昇進し陸軍地上部隊司令官に就任。ブーゲンビル島停戦監視団司令官、ニュージーランド東ティモール連合部隊司令官に任命される。1999年12月から2001年7月まで東ティモールで平和維持活動に従事し東ティモール派遣部隊統合司令官を務める。
2002年2月に少将に昇進し陸軍参謀総長（現・陸軍司令官）に就任。2006年5月に中将に昇進しマオリ族出身の軍人としては初となる国防軍司令官に任命される（任期は2006年5月1日 - 2011年1月24日）。
2010年8月26日に政府通信保安局(GCSB)長官に内定し2011年2月7日に就任。
2011年3月8日、ジョン・キー首相は同年8月末で任期満了を迎えるアナンド・サティアナンドの後任として、マテパラエを20代目ニュージーランド総督に指名。マオリ族出身の総督としては2人目の総督に内定。同年6月に国防軍を退職。同年8月31日、ニュージーランド国王に任命され20代目ニュージーランド総督に就任（任期は5年）。ニュージーランド国王より女王功績勲章とニュージーランド・メリット勲章ナイト・グランドコンパニオン(GNZM)の勲位を授与されサー("Sir")の称号を得る（民間人として最高位）。
2016年9月28日に5年の任期満了に伴い総督を退任。同年12月に27代目駐イギリスニュージーランド高等弁務官（大使級）に内定。2017年3月に着任。
軍人としてイギリス陸軍参謀学校（1989年）、オーストラリア陸軍参謀学校（1995年）、英国王立国防学院（1999年）を卒業。この他にシンガポール、マレーシア、アメリカの軍施設で研修を受ける。軍人としての任務の他、ニュージーランド経営研究所フェローを歴任。
家族は最初の妻ラーウィン（1990年に死去）との間に3子、後妻ジャニーヌとの間に2子。